# Лантьери, Майкл
Майкл Лантьери (англ. Michael Lantieri) — американский постановщик специальных и визуальных эффектов, а также режиссёр фильма «Комодо. Остров ужаса». Известен по работе (в качестве постановщика спецэффектов) в фантастических фильмах Стивена Спилберга (трилогия «Парк Юрского периода», «Искусственный разум», «Особое мнение» и другие) и Роберта Земекиса («Назад в будущее» (2-я и 3-я части), «Смерть ей к лицу», Полярный экспресс и др.).
Майкл Лантьери является обладателем многих престижных кинонаград, в том числе премии «Оскар» за лучшие визуальные эффекты к фильму «Парк Юрского периода» (всего номинировался на Оскар 5 раз) и четырёх премий BAFTA (из семи номинаций).

## Фильмография
Режиссёр
- 1999 — Комодо. Остров ужаса / Komodo

Спецэффекты
- 1981 — Побег роботов / Heartbeeps
- 1983 — Танец-вспышка
- 1984 — Последний звёздный боец
- 1984 — Женщина в красном
- 1985 — Ночь страха
- 1986 — Полтергейст 2: Обратная сторона
- 1986 — Снова в школу
- 1986 — Звёздный путь 4: Путешествие домой
- 1987 — Иствикские ведьмы
- 1988 — Переезд
- 1988 — Кто подставил кролика Роджера
- 1988 — Гольф-клуб 2
- 1988 — Близнецы
- 1989 — Индиана Джонс и последний крестовый поход
- 1989 — Назад в будущее 2
- 1990 — Назад в будущее 3
- 1991 — Капитан Крюк
- 1992 — Смерть ей к лицу
- 1992 — Дракула
- 1993 — Живые
- 1993 — Парк Юрского периода
- 1994 — Флинтстоуны
- 1995 — Каспер
- 1995 — Конго
- 1995 — Индеец в шкафу
- 1996 — Матильда
- 1996 — Марс атакует!
- 1997 — Парк Юрского периода 2: Затерянный мир
- 1997 — Мышиная охота
- 1998 — Поли
- 1998 — Столкновение с бездной
- 1999 — Дикий, дикий Вест
- 1999 — Жена астронавта
- 1999 — Заснеженные кедры / Snow Falling on Cedars
- 2000 — 6-й день
- 2001 — Искусственный разум
- 2001 — Парк Юрского периода III
- 2002 — Особое мнение
- 2003 — Халк
- 2003 — Фаворит
- 2003 — Дом из песка и тумана
- 2004 — Звёздный десант 2: Герой Федерации
- 2004 — Терминал
- 2004 — Полярный экспресс
- 2004 — Лемони Сникет: 33 несчастья
- 2006 — Дом-монстр
- 2006 — Возвращение Супермена
- 2006 — Пираты Карибского моря: Сундук мертвеца
- 2007 — Беовульф
- 2008 — Спайдервик: Хроники
- 2008 — Супергеройское кино
- 2008 — Напряги извилины
- 2009 — Отель для собак
- 2009 — Затерянный мир
- 2009 — Рождественская история
- 2010 — Алиса в Стране чудес
- 2011 — Тайна красной планеты
- 2011 — Ларри Краун
- 2011 — Эта — дурацкая — любовь
- 2012 — Мастер
- 2012 — Экипаж
- 2013 — Могила

## Награды и номинации
| Категория                           | Год     | Фильм                                    | Итог      |
| «Оскар»                             | «Оскар» | «Оскар»                                  | «Оскар»   |
| ----------------------------------- | ------- | ---------------------------------------- | --------- |
| Лучшие визуальные эффекты           | 1990    | • Назад в будущее 2                      | Номинация |
| Лучшие визуальные эффекты           | 1992    | • Капитан Крюк                           | Номинация |
| Лучшие визуальные эффекты           | 1994    | • Парк Юрского периода                   | Награда   |
| Лучшие визуальные эффекты           | 1998    | • Парк Юрского периода 2: Затерянный мир | Номинация |
| Лучшие визуальные эффекты           | 2002    | • Искусственный разум                    | Номинация |
| BAFTA                               |         |                                          |           |
| Лучшие спецэффекты                  | 1988    | • Иствикские ведьмы                      | Награда   |
| Лучшие спецэффекты                  | 1990    | • Назад в будущее 2                      | Награда   |
| Лучшие спецэффекты                  | 1993    | • Смерть ей к лицу                       | Награда   |
| Лучшие спецэффекты                  | 1994    | • Парк Юрского периода                   | Награда   |
| Лучшие спецэффекты                  | 1994    | • Дракула                                | Номинация |
| Лучшие спецэффекты                  | 2002    | • Искусственный разум                    | Номинация |
| Лучшие спецэффекты                  | 2003    | • Особое мнение                          | Номинация |
| «Сатурн»                            |         |                                          |           |
| Лучшие спецэффекты                  | 1987    | • Звёздный путь 4: Путешествие домой     | Номинация |
| Лучшие спецэффекты                  | 1988    | • Иствикские ведьмы                      | Номинация |
| Лучшие спецэффекты                  | 1994    | • Парк Юрского периода                   | Награда   |
| Лучшие спецэффекты                  | 1996    | • Конго                                  | Номинация |
| Лучшие спецэффекты                  | 1997    | • Марс атакует!                          | Номинация |
| Лучшие спецэффекты                  | 1998    | • Парк Юрского периода 2: Затерянный мир | Номинация |
| Лучшие спецэффекты                  | 2001    | • 6-й день                               | Номинация |
| Лучшие спецэффекты                  | 2002    | • Искусственный разум                    | Награда   |
| Лучшие спецэффекты                  | 2003    | • Особое мнение                          | Номинация |
| Лучшие спецэффекты                  | 2004    | • Халк                                   | Номинация |
| Премия «Спутник»                    |         |                                          |           |
| Лучшие визуальные эффекты           | 2007    | • Беовульф                               | Номинация |
| Phoenix Film Critics Society Awards |         |                                          |           |
| Лучшие визуальные эффекты           | 2002    | • Искусственный разум                    | Номинация |
| Лучшие визуальные эффекты           | 2003    | • Особое мнение                          | Номинация |
| Online Film Critics Society Awards  |         |                                          |           |
| Лучшие визуальные эффекты           | 2003    | • Особое мнение                          | Номинация |